# ISHIN
ISHIN（いしん、1997年10月27日 - ）は、日本の男性プロレスラー。東京都武蔵野市出身。本名は飯橋 偉進（いいはし いしん）。血液型A型。DRAGON GATE所属。父の維新力浩司、母の穂積詩子も元プロレスラー。

## 経歴
両親がプロレスラーということもあり、プロレスが身近にある環境で育った。当初はプロレスラーを志望していなかったが、ある時DRAGON GATEのリングで行われた父とストーカー市川の試合を観戦。DRAGON GATEのハイスピードなプロレスに衝撃を受け、これをきっかけにプロレスラーを目指すようになる。
1歳年上の兄・理貴とともにプロレスラーを志望するも、両親の反対を受ける。看護師の免許を取得して1年間だけ働いた後、2020年4月、兄弟揃ってDRAGON GATEに入門した。同期はRiiita、布田龍、藤原拓磨。
2021年9月20日の大田区総合体育館大会にてデビュー。理貴と兄弟タッグを組み、ドン・フジイ、神田裕之と対戦したが、敗れた。
2022年6月、兄の理貴が現役引退した。9月8日の後楽園ホール大会では父の維新力とタッグを組み、望月マサアキ、望月ジュニアとの親子タッグマッチに勝利。同月19日の大田区総合体育館大会では母の妹のフジ子（正体は女装したドン・フジイ）を加え、望月マサアキ、ジュニア、ススムが保持するオープン・ザ・トライアングルゲート王座に挑戦したが、敗れた。試合後に望月家と和解（?）し、維新力の提案として渋々ではあるもののM3Kと共闘していく事となった。しかし、11月6日の大阪府立体育会館大会でのトライアングルゲート王座戦にて、Z-Bratsのシュン・スカイウォーカー、KAIのパートナーとして登場。M3Kを裏切ってZ-Bratsへ加入した。この試合に勝利して王座を戴冠し、リングネームを「ISHIN」へ改めた。
2023年7月2日、神戸ワールド記念ホール大会でブレイブゲート王座を獲得。（挑戦表明時の体重は88kgであったが、大会前日の公開計量までに82kg以下の減量に成功し挑戦資格を得た。）

## タイトル歴
DRAGON GATE
- 第48代、第50代オープン・ザ・ブレイブゲート王座
- 第83代、第88代、第89代、第93代オープン・ザ・トライアングルゲート王座（パートナーは、シュン・スカイウォーカー＆KAI:2回→KAI＆加藤良輝→加藤良輝→帆希）